# George Albinson
George Albinson (* 14. Februar 1897 in Prestwich; † April 1975 in Rochdale) war ein englischer Fußballspieler.

## Karriere
Albinson wurde gegen Ende des Ersten Weltkriegs im Lokalfußball von Manchester United entdeckt und kam gegen Ende der Kriegssaison 1918/19 zweimal als Halbstürmer für den Klub zum Einsatz, wobei er auch einen Treffer erzielte. Nach der Wiederaufnahme des regulären Ligabetriebs zur Saison 1919/20 vermochte er sich nicht in der ersten Mannschaft durchzusetzen und kam über Einsätze für das Reserveteam in der Central League nicht hinaus. Seinen einzigen Pflichtspieleinsatz für Manchester United hatte er als linker Außenläufer am 12. Januar 1921 bei einer 1:2-Niederlage im Erstrunden-Wiederholungsspiel des FA Cups gegen den FC Liverpool. Im Mai 1921 wechselte Albinson zum Lokalrivalen Manchester City, bei dem er aber erneut nicht über ein Reservistendasein hinaus kam. Hinter dem irischen Nationalspieler Mickey Hamill brachte er es auf drei Erstligaeinsätze im Verlaufe der Saison 1921/22. Im Mai 1922 schloss er sich dem etwas nördlich von Manchester gelegenen Drittligisten Accrington Stanley an, bei dem er aber wiederum zu keinem Ligaeinsatz kam.
Auch nach einem erneuten Wechsel im Sommer 1923 zum Drittligakonkurrenten Crewe Alexandra spielte Albinson weiterhin oftmals nur im Reservebereich und gewann 1924 mit dem Reserveteam von Crewe eine Meisterschaftsmedaille in der Cheshire County League. Für das Profiteam kam der Außenläufer, dem von Presseseite „blendende Beinarbeit“ und eine „wundervolle Menge extrem nützlicher Arbeit bei minimalem Energieaufwand“ bescheinigt wurde, derweil zwischen 1923 und 1925 zu insgesamt 24 Ligaeinsätzen, in denen er einen Treffer erzielte. Albinson setzte seine Laufbahn anschließend im Non-League football bei Witton Albion fort und spielte später in Manchester für einen Amateurklub namens Daily Herald.